# П'яскорський Микола Станіславович
П'яскорський Микола Станіславович (рос. Пяскорский Николай Станиславович, араб. نيكوالي ستانيسالفوفيتش بياسكورسكي) (1941 або 13 січня 1942, Городище, Шепетівський район, Кам'янець-Подільська область, Українська РСР або Шепетівський ґебіт, Генеральна округа Волинь-Поділля — 11 грудня 1963, Алжир) — член військового контингенту СРСР в Алжирі, єфрейтор, сапер. Член ВЛКСМ.

## Біографія
Народився в селі Городище Шепетівського району Кам'янець-Подільської області в 1941 році (за іншими даними 13 січня 1942 року в селі Городище Шепетівського ґебіту генеральної округи Волинь-Поділля) в  сім'ї колгоспників Станіслава і Феодосії П'яскорських.
Протягом 1949-1956 років навчався в Городищенській семирічній школі.
У Шепетівці вступив до ВЛКСМ. З 1957 року працював брукарем у шляховому відділі.
З 1961 на строковій службі в Радянській Армії в званні єфрейтора.
Після закінчення Алжирської війни, в якій зі сторони СРСР на боці Фронту національного визволення
брали участь 337 військових радників і фахівців, постачалося озброєння і обладнання, з січня 1963 року до Алжиру скеровано контингент радянських військових інженерів для проведення робіт з розмінування території країни.
Того ж року до Алжиру  в складі інженерного підрозділу Радянської Армії прибув строковик П'яскорський.
Загинув 11 грудня 1963 року під час виконання завдання з розмінування земель сільськогосподарського призначення. Міна здетонувала в момент здійснення П'яскорським маркування сигнальними прапорцями місця її виявлення. Вибухом П'яскорському відірвало голову. Тіло намагався витягнути з поля поранений осколками рядовий Віктор Толузаров, що йшов у 10 метрах за П'яскорським
[джерело?]. 
Загибель П'яскорського була використана КПРС для проведення масштабної інформаційної кампанії. Вперше, хоча до і після загибелі П'яскорського втрат серед радянських військових в Алжирі за офіційними даними не було, міністром оборони СРСР було прийнято рішення доправити останки загиблого сапера до СРСР. Багатотисячна процесія місцевих мешканців міста Аннаба супроводила труну до рефрижераторного судна рос. «Николай Бурденко», спеціально поданого до порту.
Похований на цвинтарі в селі Городище Судилківської сільської громади Шепетівського району Хмельницької області.

## Внесок
За версією радянської пропаганди за час перебування в Алжирі П'яскорський знешкодив «десятки тисяч мін». Також можна зустріти скромнішу цифру: понад 10 тисяч мін, зокрема понад 300 вкрай небезпечних вистрибуючих осколочних мін французького і американського виробництва
За інформацією з російських джерел від початку місії до осені 1963 року кожен з радянських саперів знешкодив у Алжирі від 10 до 15 тисяч мін.

## Вшанування пам'яті
Ім'я Миколи П'яскорського посмертно внесено до Книги пошани ЦК ВЛКСМ.
17 квітня 1964 року указом Президії Верховної Ради СРСР посмертно нагороджений орденом Червоного Прапора.
На честь П'яскорського названо залізничний пасажирський зупинний пункт Імені П'яскорського.
Іменем П'яскорського в Україні названі вулиця і провулок у Хмельницькому, вулиця в Шепетівці, вулиця в селах Городище, Судилків та Щаснівка.